# Aténé
Az Aténé görög eredetű női név. Pallasz Athéné istennőnek a nevéből származik, aki a bölcsesség, a győztes háború, a jog, az ipar, a művészetek és a tudomány istennője volt.

## Képzett nevek
Aténa, Atina

## Gyakorisága
Az újszülötteknek adott nevek körében az 1990-es években igen ritka volt. A 2000-es és a 2010-es években sem szerepelt a 100 leggyakrabban adott női név között.
A teljes népességre vonatkozóan az Aténé sem a 2000-es, sem a 2010-es években nem szerepelt a 100 leggyakrabban viselt női név között.

## Névnapok
január 18., július 16.

## Egyéb Aténék
- Athene, madárnem